# Cinema d'Islàndia
El Cinema d'Islàndia es refereix a la indústria del cinema d'Islàndia. Islàndia té una indústria fílmica notable. Hi ha molts directors de cinema que han arribat a ser coneguts a nivell internacional. La pel·lícula islandesa més famosa, i l'única que ha estat nominada als Premis Oscars i als Premis del Cinema Europeu és Börn náttúrunnar (Els infants de la natura, 1991), dirigida per Friðrik Þór Friðriksson (Fridrik Thor Fridriksson).
Aquesta pel·lícula va dur al cinema islandès a l'escena internacional en què també han destacat pel·lícules com Nói albinói (Nói, l'albí, 2003) de Dagur Kári.
Els premis nacionals del cinema islandès són els Premis Edda.

## Història
Astrid Söderbergh considera que el 1979 fou el primer any que es pot considerar que hi va haver produccions cinematogràfiques pròpiament islandeses i que abans s'ha de parlar de la prehistòria del cinema islandès i només es pot parlar de cinema nòrdic. El 1903, segons la mateixa autora, es va gravar el primer documental a Islàndia i el 1906 es va inaugurar a la capital la primera sala de cinema, el Reykjavik Cinema Theatre. En aquesta època es van anar gravant petits documentals de manera gairebé ininterrompuda (excepte a la dècada de 1930), als que s'hi ha d'afegir pel·lícules estrangeres relacionades amb Islàndia com Berg-Ejvind och hans hustru ("El fora de la llei i la seva esposa", 1918), de Victor Sjöström i les daneses Borgslægtens Historie ("La història de la família Borg", 1920), Hadda Padda (1923-24) i Det Sovende Hus ("La casa dorment", 1926), del director islandès Gudmundur Kamban. Un altre dels directors islandesos pioners fou Loftur Gudmundsson. El 1949, ja després que Islàndia aconseguí la independència de Dinamarca el 1944, Loftur Gudmundsson va fer la primera pel·lícula islandesa sonora, Milli fjalls og Gvendar ("Entre la muntanya i la ribera", que ja estava feta sobretot en color. A la dècada de 1950 el director Óskar Gíslason va produir films en 16 mil·límetres que es feien ressò del sentiment nacional i que eren mig ficció i mig documentals. En aquesta època, a més es van continuar fent co-produccions, que van ser el model preponderant d'aquesta primera època del cinema islandès. El 1966 es va establir la primera companyia de televisió islandesa, la RUV, que tot i fer algunes coses de producció pròpia amb directors locals, mostrava sobretot programes estrangers. Tot i això, aquesta va ser determinant per l'aprenentatge i el futur dels creadors locals. El 1978 ja es va crear una fundació estatal per a la promoció del cinema nacional, Film in Iceland i que promourà la creació d'un cinema nacional.

### Cinema modern islandès
El 1979 es van produir les tres primeres pel·lícules islandeses com a tal: Land og Synir ("la Terra i els sons"), d'Águst Gudmundsson (que va arribar a ser vista per 100.000 espectadors en el cinema - un terç del país); Veidiferdin ("el Cas"); i Odal fedranna ("l'estat del pare"). Aquestes van ser vistes per entre 60.000 i 70.000 persones, el 35% de la població del país. El problema fou que les següents pel·lícules només van arribar a ser vistes per uns 7.000 espectadors.
Per tal de fer que les pel·lícules islandeses tinguessin menys riscos econòmics, les pel·lícules es feien amb el mínim diàleg possible o gravant-les també en anglès. En un país amb tant poca població, el cinema nacional, a més, va haver de lluitar contra els films importats dels Estats Units que van ser molt més nombrosos a partir de la Segona Guerra Mundial. Això va provocar que la majoria de les pel·lícules islandeses eren de l'estil i dels gèneres anglosaxons. La pel·lícula Skytturnar ("Balenes blanques", 1987) de Fridrik Thór Fridriksson n'és una excepció i és considerada la primera pel·lícula de gènere negre islandesa. Aquest director ha estat considerat el que ha fet que el cinema islandès s'internacionalitzés, ja que va obtenir la primera nominació a un premi Oscar del cinema islandès per la pel·lícula Börn náttúrunnarm ("els nens de la naturalesa", 1991)
Tot i això, el cinema islandès va produir una sèrie de pel·lícules més pròpies inspirades en les sagues islandeses de l'edat medieval, per exemple Útlanginn ("El viking fora de la llei", 1981), d'Ágúst Gudmundsson i "la saga de Gísle Súrssons", entra d'altres. A més a més, també es van fer algunes pel·lícules sobre obres literàries islandeses com Atómstödin ("Estació Atòmica", 1984), de Thorsteinn Jónsson i Kristnihald undir jökli ("Sota la glacera", 1984).
El que fa propi el cinema islandès és el tractament de la seva història mítica i el marc dels seus paisatges en el que estan gravades les pel·lícules; el cinema islandès, segons Södebergh, és el que millor retrata la naturalesa i ho fa tant en els films que tracten sobre el misticisme i el simbolisme dels ecosistemes islandesos com en aquells que versen sobre el procés d'urbanització i el desenvolupament del món industrialitzat a Islàndia.
A més a més, també cal destacar en el cinema islandès la bona qualitat de les pel·lícules infantils i juvenils com Jón Oddur og Jón Bjarni ("els bessons", 1981) i Punktur, punktur, komma, strik ("punt, punt, coma, guió", 1981), de Thráinn Bertelson i els films amb estil documental de Thórsteinn Jönsson.
L'estil del cinema islandès, perquè és molt plural i divers, però en aquest s'hi pot trobar una temàtica homogènia, ja que la majoria de les pel·lícules d'Islàndia segueixen la tradició dels literats narradors d'històries.
El 2003 el Fons per al Cinema Islandès governamental es va convertir en el Centre Islandès del Cinema, que ha estat el principal responsable del finançament del cinema islandès, tot i que també s'ha buscat la col·laboració de la televisió nacional.

## Indústria del Cinema
El 2010 Islàndia tenia 38 pantalles de cinema., que representa 13.4 pantalles per cada 100.000 habitants.
Els principals distribuïdors de cinema a Islàndia són Samfilm (38%), Sena (32%) i Myndform (29%).
L'any 2011 es van produir 9 pel·lícules de ficció, 1 d'animació i tres documentals. Aquest mateix any hi va haver 1.514.000 espectadors en les sales de cinema islandeses que van donar una recaptació de 1.49 bilions de corones islandeses.

## Pel·lícules
- 101 Reykjavík
- Astrópía
- Beowulf & Grendel
- Boðberi
- Börn
- Brennu-Njálssaga
- Children of Nature (Börn náttúrunnar)
- Cold Fever
- Eleven Men Out
- Englar alheimsins
- Falcons
- Fíaskó
- Foreldrar
- Hafið
- Hrafninn flýgur
- Íslenski draumurinn
- The Juniper Tree
- Knight of the Living Dead
- A Little Trip to Heaven
- Maður eins og ég
- Með allt á hreinu
- Mýrin (Jar City)
- Nói Albínói
- Nýtt Líf
- Reykjavík-Rotterdam
- Rokk í Reykjavík
- Screaming Masterpiece
- The Seagull's Laughter (Mávahlátur)
- Skytturnar
- Sódóma Reykjavík
- Voksne Mennesker
- White Night Wedding (Brúðguminn)
- Wrath of Gods
- Heiðin (Petita muntanya), Einar Thor
- 66°23 North West (The Day of the Avalanche), un documental gravat a Flateyri

## Actors
- Ágústa Eva Erlendsdóttir
- Baltasar Kormákur
- Berglind Icey
- Björk Guðmundsdóttir (Björk)
- Eyþór Guðjónsson
- Gunnar Hansen
- Bjarni Gautur
- Þröstur Leó Gunnarsson
- Hilmir Snær Guðnason
- Tómas Lemarquis
- María Ellingsen
- Peter Ronson
- Stefán Karl Stefánsson

## Directors

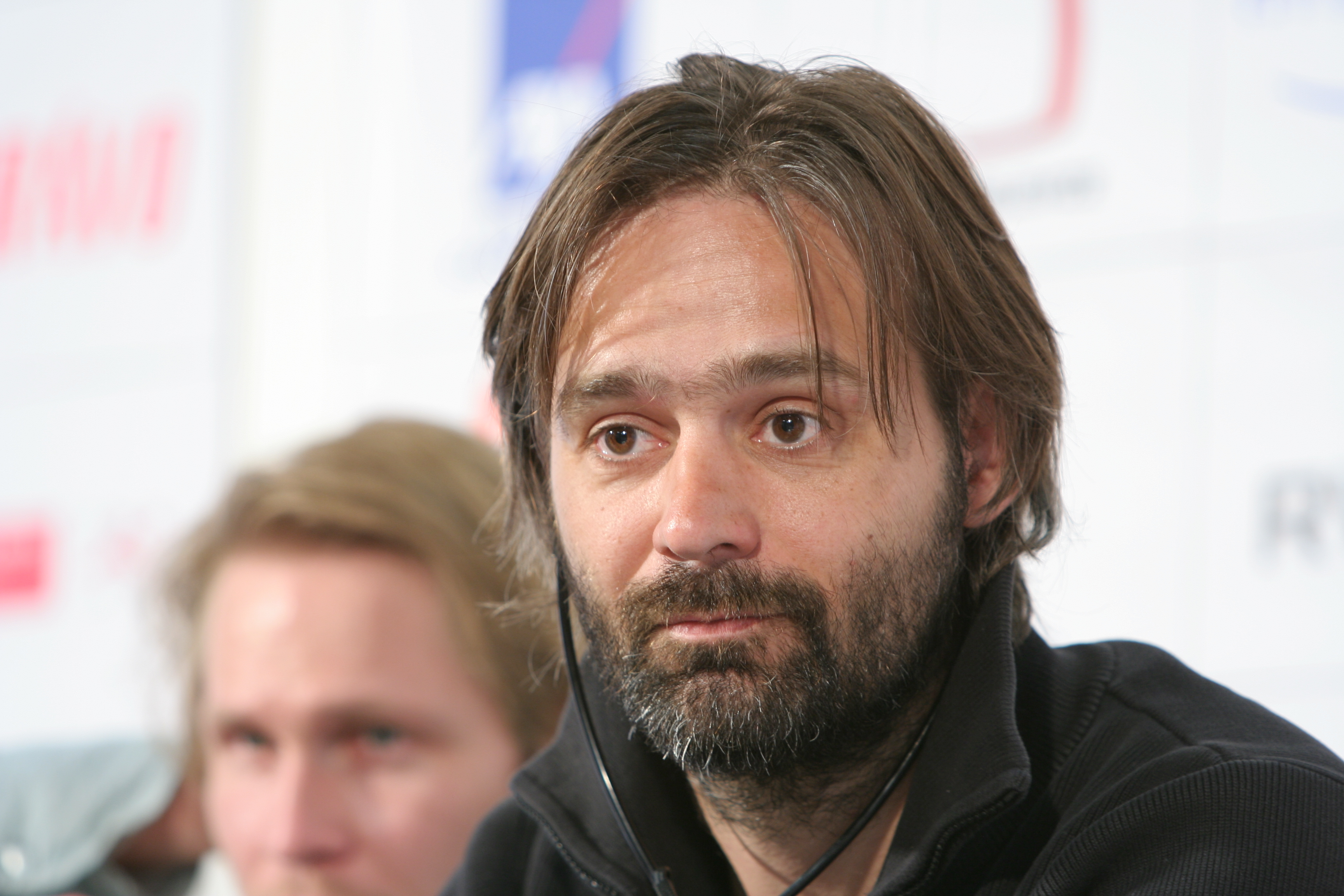
director de cinema islandès Baltasar Kormákur

- Baltasar Kormákur
- Dagur Kári
- Robert Ingi Douglas
- Friðrik Þór Friðriksson
- Einar Thor
- Hrafn Gunnlaugsson
- Jon Gustafsson
- Olaf de Fleur
- Óskar Jónasson
- Ragnar Bragason